# EuroMaint
EuroMaint AB ist ein schwedischer Instandhaltungsbetrieb für Schienenfahrzeuge für den Güter- und Personenverkehr einschließlich Lokomotiven und Arbeitsmaschinen. In Schweden ist er in den Bereichen Reparatur und Wartung tätig. Der Sitz des Unternehmens ist Solna. EuroMaint ist Europas größtes unabhängiges Wartungsunternehmen für den Schienenverkehr.

## Geschichte
Im Zuge der Liberalisierung der staatlichen Eisenbahngesellschaft Statens Järnvägar (SJ) wurden am 1. Januar 2001 sechs unabhängige Aktiengesellschaften gebildet, die die einzelnen Aufgaben übernahmen. Das Werkstatt- und Fahrzeugunterhaltswesen wurde in der Holding Swedcarrier AB zusammengefasst, die dem schwedischen Staat gehört. Unter der Holding wurden die Geschäftsbereiche EuroMaint, SweMaint und Nordwaggon gebildet. SJ Maskindivision wurde EuroMaint.
2003 wurde die Geschäftstätigkeit umstrukturiert. Einige Werkstätten wurden verkauft. 2005 wurde Euromation AB aufgekauft, ein schwedisches Unternehmen für Effektivitätssteigerungen innerhalb der Fertigungsindustrie von Volvo AB und Volvo Lastvagnar (Lkw). Ein Jahr später änderte Euromation seinen Namen in Euromaint Industry, es wurden Werke in Åmål und Gävle eröffnet. Damit hatte EuroMaint AB einen Instandhaltungskonzern mit zwei Tochtergesellschaften, Euromaint Rail und Euromaint Industry, gebildet.
2007 wurde der Konzern von Ratos übernommen.
2008 richtete Euromaint Rail eine Komponentenwerkstatt in Jelgava, Lettland, ein. EuroMaint Industry übernahm Geschäftstätigkeiten von Stora Enso. Von Husqvarna ging der Geschäftsbereich Wartung und Werkzeuge an EuroMaint Industry über, das zudem EISAB Energi och Industriservice AB in Vänersborg aufkaufte. 2009 wurde die Wartungswerkstatt für Schienenfahrzeuge von Skandiatransport in Landskrona aufgekauft.
2010 übernahm Euromaint Rail die Wartung der X40-Züge in Västerås.
Ein Jahr später fiel die Entscheidung, sich auf die Wartung von Schienenfahrzeugen zu konzentrieren. Daraufhin wurde Euromaint Industry an Coor Service Management verkauft.

## Standorte
Werke:
- Luleå
- Vännäs
- Sundsvall
- Gävle
- Borlänge
- Västerås
- Örebro
- Hallsberg
- Linköping
- Stockholm
- Åmål
- Falköping
- Göteborg
- Landskrona
- Malmö
- Jelgava

Servicestandorte:
- Wustermark
- Rotterdam

## Aufgaben
2012 erhielt Euromaint Rail einen Auftrag, 55 Personenwagen für Statens Järnvägar umzubauen. Dieser Auftrag, der in der Werkstätte Notviken, Luleå, durchgeführt wurde, dauerte bis 2014.

## Lokomotiven
Für Rangierarbeiten innerhalb der Werkstätten erwarb EuroMaint im Laufe der Jahre verschiedene Lokomotiven, darunter von den SJ gebrauchte Kleinlokomotiven der Baureihe Z64.

## Euromaint in Deutschland
Der deutsche Zweig der Euromaint Rail entstand 2009 durch die Übernahme der RSM Group von Hermann Weise, eines der größten unabhängigen deutschen Unternehmen für die Instandhaltung von Schienenfahrzeugen aus Leipzig-Engelsdorf als Mutterwerk. In Deutschland sind über 800 Angestellte beschäftigt. 2016 wurden die deutschen Standorte der Euromaint von der Iberia Industry Capital Group übernommen und firmieren seither als RailMaint Service and Solutions Group oder kurz RailMaint GmbH.